# ワシントン州会議事堂

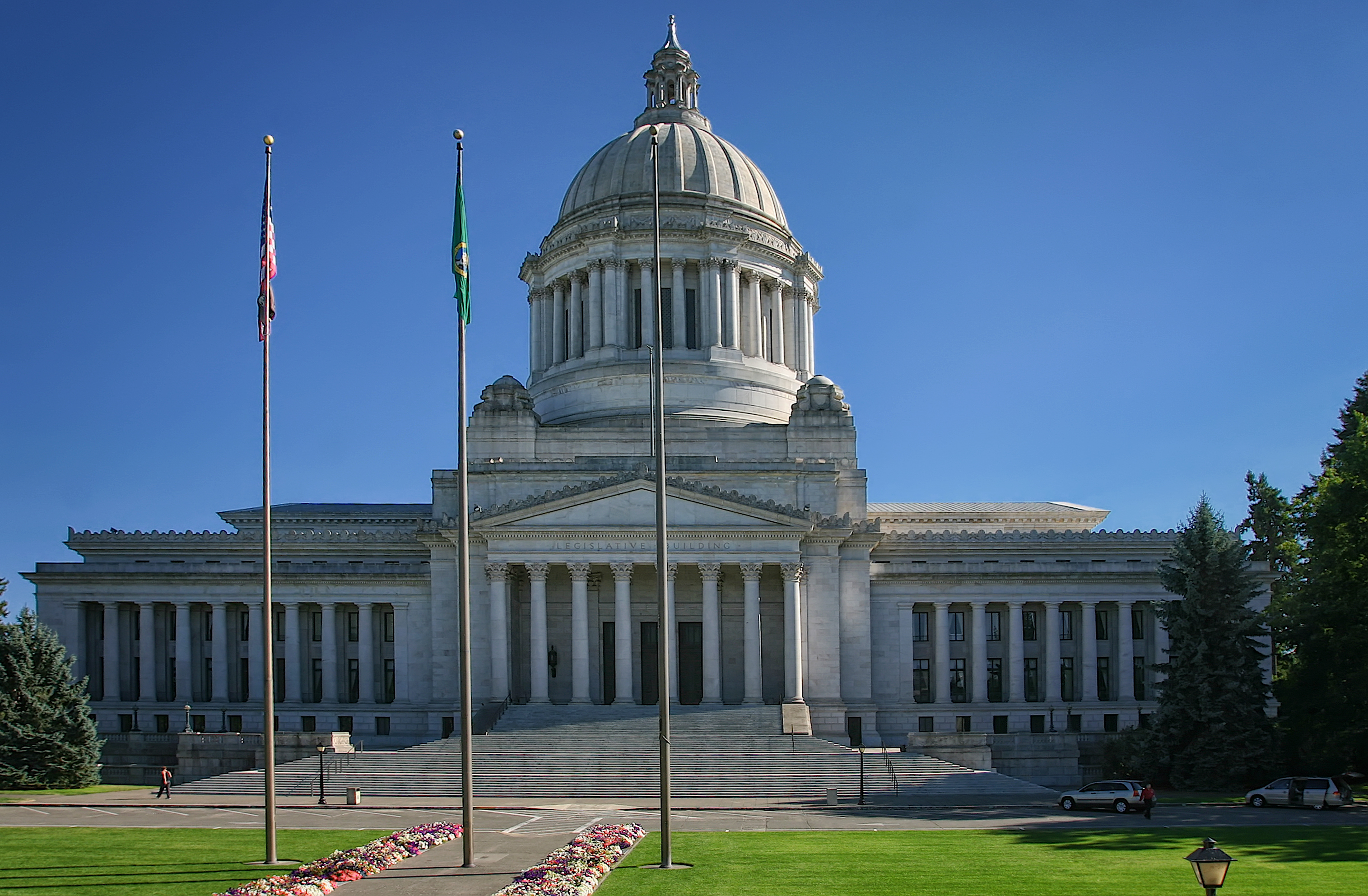
ワシントン州会議事堂

ワシントン州会議事堂（ワシントンしゅうかいぎじどう、Washington State Capitol）は、アメリカ合衆国ワシントン州の州都オリンピアに立地する同州議会の議事堂。ワシントン州議会の上下両院の議場のほか、州知事室、州副知事室、州務長官室、州出納役室が置かれている。ピュージェット湾最奥部に造られた人造湖、キャピトル湖の東岸に建つ。ワシントン州最高裁判所およびワシントン州知事官邸は敷地内に、議事堂とは別の建物として建っている。ワシントン州会議事堂とその敷地は、1979年に国家歴史登録財に登録された。

## 歴史
1853年にオリンピアがワシントン準州の準州都になると、市の創設者であるエドムンド・シルベスターは、現在ではキャピトル湖となっている水域を見下ろす丘の上の土地12エーカー（48,600m2）を、議事堂用地として州議会に寄付した。この土地に2階建ての木造の庁舎が建てられ、翌1854年からこの庁舎で準州議会が開かれた。やがて1889年、ワシントンが州に昇格すると、その州憲法を承認した当時の大統領ベンジャミン・ハリソンは、その土地から得られる収入を新しい議事堂の建設費用に充てさせる目的で、国有地132,000エーカー（534km2）を州に寄付した。

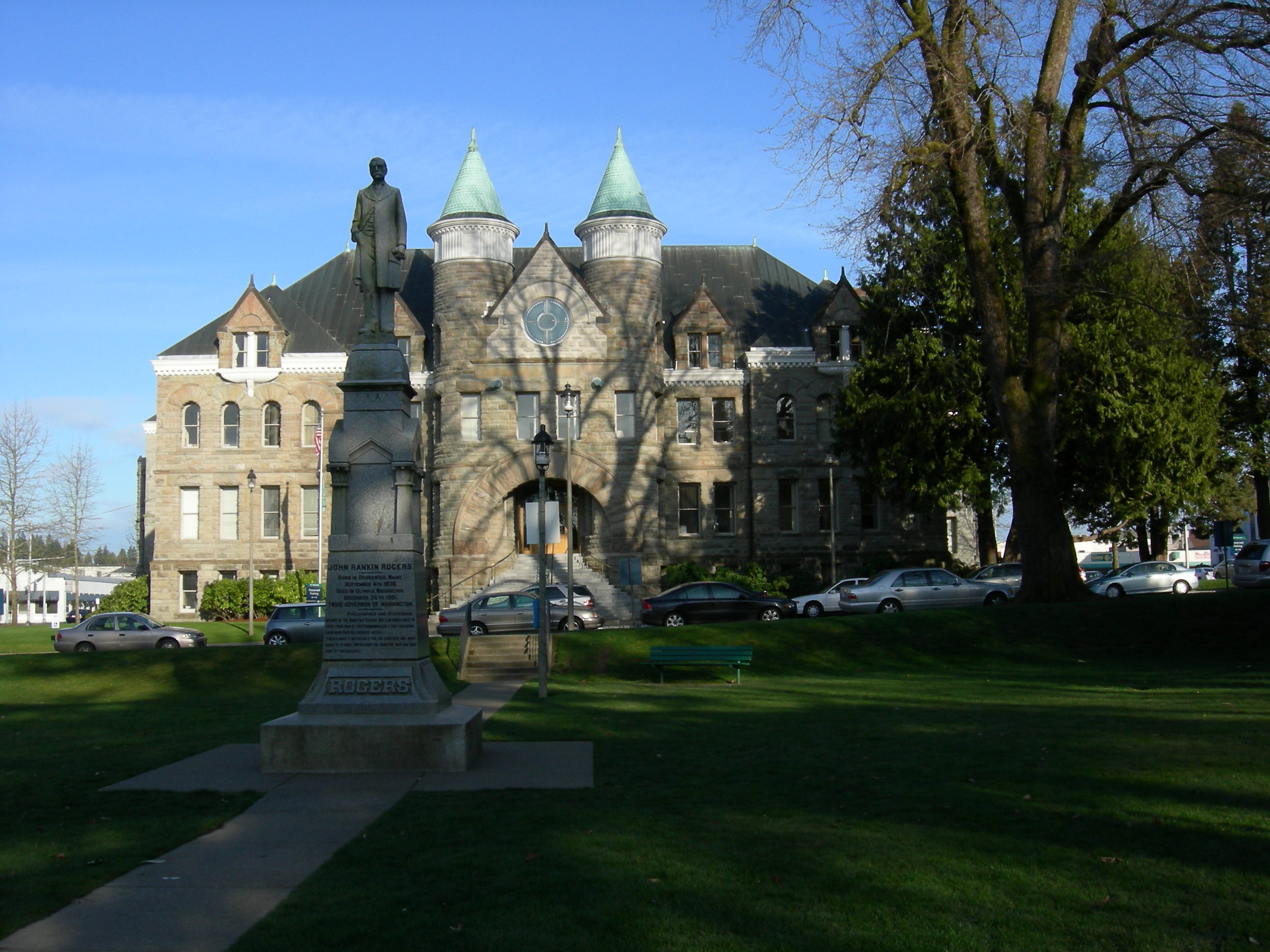
旧ワシントン州会議事堂とジョン・ランキン・ロジャース像。もともとは中央に塔が建っていたが、1928年に起きた火事で焼失した。1975年に国家歴史登録財に登録された。現在はオリンピア教育局長室の庁舎になっている。

1893年、州議会はオリンピア市内の敷地への新しい議事堂の建設を監督するため、議事堂委員会を設立した。委員会は建築家を選定するため全米から参加者を募ってコンペを開き、ニューヨークの建築家アーネスト・フラッグの案を採用した。やがてフラッグ案に沿って建設が始まったが、基礎部分が完成しただけの時点で資金難に陥り、建設を中断せざるを得なくなった。1897年に州議会はやっとのことで追加予算案を可決したが、就任したばかりの州知事ジョン・ランキン・ロジャースはこれに対して拒否権を発動し、オリンピア市中心部に既に建っていたサーストン郡庁舎を買い上げて州会議事堂とすることを推した。1905年、州議会はこれを承認し、現在では「旧州会議事堂」と呼ばれているこの庁舎で州議会を開催し始めた。
この庁舎には州政府の全ての機関が入り、わずか数年のうちに手狭になった。州議会は1911年に新しい議事堂委員会を設立した。この時には、委員会は1棟に州政府全体を収めようとするのではなく、いくつか庁舎を建てて、その庁舎群を以って議事堂としての役割を果たさせることに関心を示し、ウォルター・ウィルダーとハリー・ホワイトの案を採用した。ウィルダーとホワイトの設計は、1927-31年にかけてこの議事堂の敷地を設計・監督したオルムステッド兄弟の影響を受けている。敷地の建設は翌1912年に始まり、保険庁舎や光熱施設に続いて、州最高裁判所が1920年に完成した。その後、幾度かの計画変更を経て、1928年に州会議事堂が完成し、その後数十年のうちに、いくつかの庁舎が完成した。この敷地は、20世紀初頭の都市美運動の産物の1つとされている。

## 庁舎
敷地内には州会議事堂のほか、州最高裁判所、ジョン・A・チャーバーグ上院庁舎、アーブ・ニューハウス上院庁舎、保険庁舎、ジョン・L・オブライエン下院庁舎、ワシントン州立図書館などが建っている。かつては、1939年に公共事業促進局によって建てられ、様々な種の花木を栽培していた温室があったが、2008年9月5日に閉鎖した。また、敷地内にはたくさんの退役軍人記念物が置かれている。
オリンピアの宝石商チャールズ・タルコットがデザインした、二重円の中央にジョージ・ワシントンの肖像が描かれたワシントン州の州章は、州旗やタペストリー、手摺、ドアノブなど、庁舎群の至るところに装飾されている。また、ロタンダの床には、州章が銅板に彫られ、埋め込まれている。しかし、長期間にわたってその上を歩かれたため、この銅板に彫られた州章の、ジョージ・ワシントンの鼻はすり減っている。さらなる損壊の防止のため、現在では州章の周りにはロープが張られ、銅板上に立入できないようにされている。

### 州会議事堂
州会議事堂にはワシントン州議会の上下両院の議場の他、州知事室など、州民の投票により選出された者の事務室がいくつか置かれている。庁舎は上から見ると長方形をしており、レンガおよびコンクリート造、外装は州内のウィルケストンで採掘されたライムストーンで覆われている。高さはドームの頂上まで87.5mで、オリンピア市内で最も高い建物であると共に、自立組積造ドームとしては全米で最も高く、世界でもバチカンのサン・ピエトロ大聖堂、ロンドンのセント・ポール大聖堂、ムンバイのグローバル・ビパサーナ・パゴダ、フィレンツェのドゥオーモに次いで5番目に高いものである。このドームの頂部には照明と避雷針が備えられ、また周りにはサンドストーン造の小ドーム4つが造られている。床および内装の壁面は主にアラスカ州産の大理石で覆われている。また、内装にはベルギー産、フランス産、ドイツ産、イタリア産の大理石も用いられている。
庁舎は4階建てで、南出入口から入った1階には、ビジターサービスなどの事務所が置かれている。2階の正面玄関内側には、見学ツアーの参加者を出迎えるデスクが置かれ、その奥にはロタンダがある。また、2階北東角には州知事室、南東角には州副知事室、北西角には州務長官室、南西角には州出納役室がそれぞれ置かれている。3階には西側に州下院本会議場、東側に州上院本会議場、南側に応接室が置かれている。上下両院の本会議場は4階に吹き抜けとなっており、それぞれその南北両側に傍聴席が設けられている。北側ファサードの正面玄関は、8本のコリント式の柱に支えられたポルチコの中にある。南側にも同様のポルチコがあるが、こちらは1階南出入口の車寄せの屋根になっている。また、庁舎内にはワシントン州が連邦42番目の州となったことにちなむものがいくつかある。例えば、正面玄関に通ずる御影石造の階段は42段である。また、応接室の西側壁には、直後にアイダホ州が連邦43番目の州に昇格したために正式に国旗になることはなかったものの、星の数が42個の星条旗が飾られている。

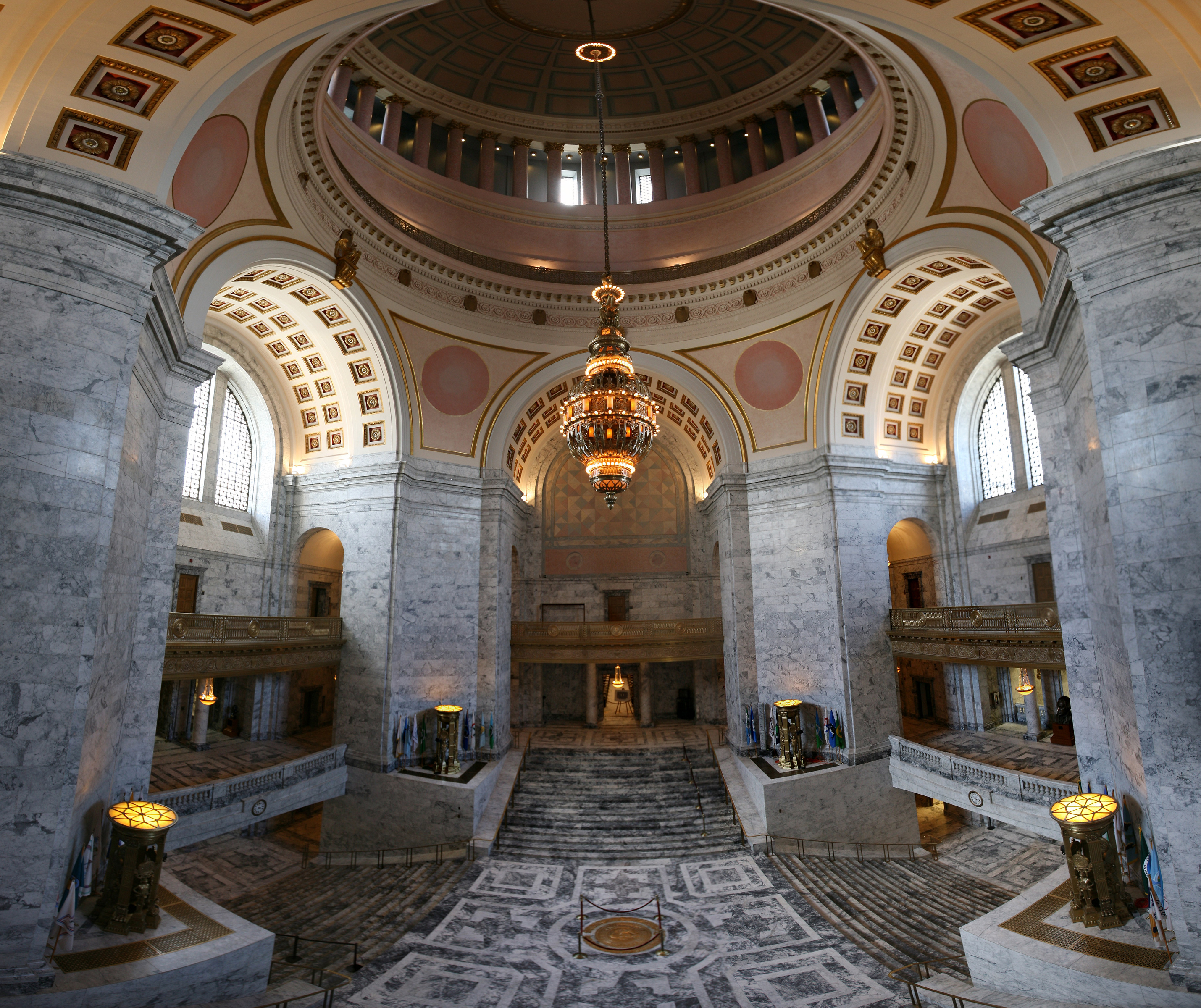
ロタンダのシャンデリアとローマ式発炎筒

ロタンダの照明およびローマ式発炎筒は全て、ティファニー社創業者の息子で、ガラス工芸家であるルイス・カムフォート・ティファニーによって制作された。これらはこの議事堂が誇る世界最大のティファニー・ブロンズ・コレクションを成しており、また、1933年にルイス・カムフォート・ティファニーが死去する前の最後の大作となった。ロタンダのシャンデリアはフォルクスワーゲンのビートルがすっぽり入る大きさで、202個の電球が取り付けられており、高さ7.6m、重さは4,500kgあり、長さ30.8mの鎖で床上15.2mに吊り下げられている。

### その他の庁舎

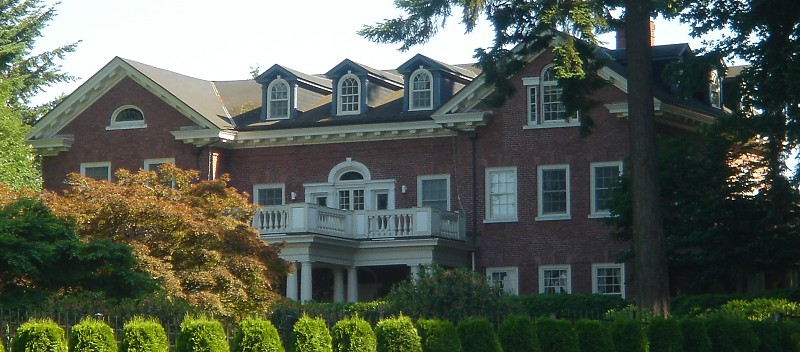
ワシントン州知事官邸

州会議事堂の向かい側（北側）にはワシントン州最高裁判所が建っている。1924年まで、この庁舎の地下にあった、使われなくなっていた旧ボイラー室および旧石炭室には、ワシントン州交通局材料研究所の前身である、ハイウェイ検査研究所が置かれていた。
ワシントン州知事官邸は州会議事堂のすぐ西側に建っている。4階建て、ジョージアン様式のこの州知事官邸は、州会議事堂敷地の建設が始まる前、1908年に建てられたものである。当初は一時的なものとして建てられ、州議会は長年にわたってこの官邸を、オフィスビルもしくは新しい家屋に建て替えることを検討していた。1973年、州議会は州知事官邸を改装・改築した。その後、州知事官邸は民間の非営利団体である州知事官邸協会によって保守されている。

### 記念物と芸術作品

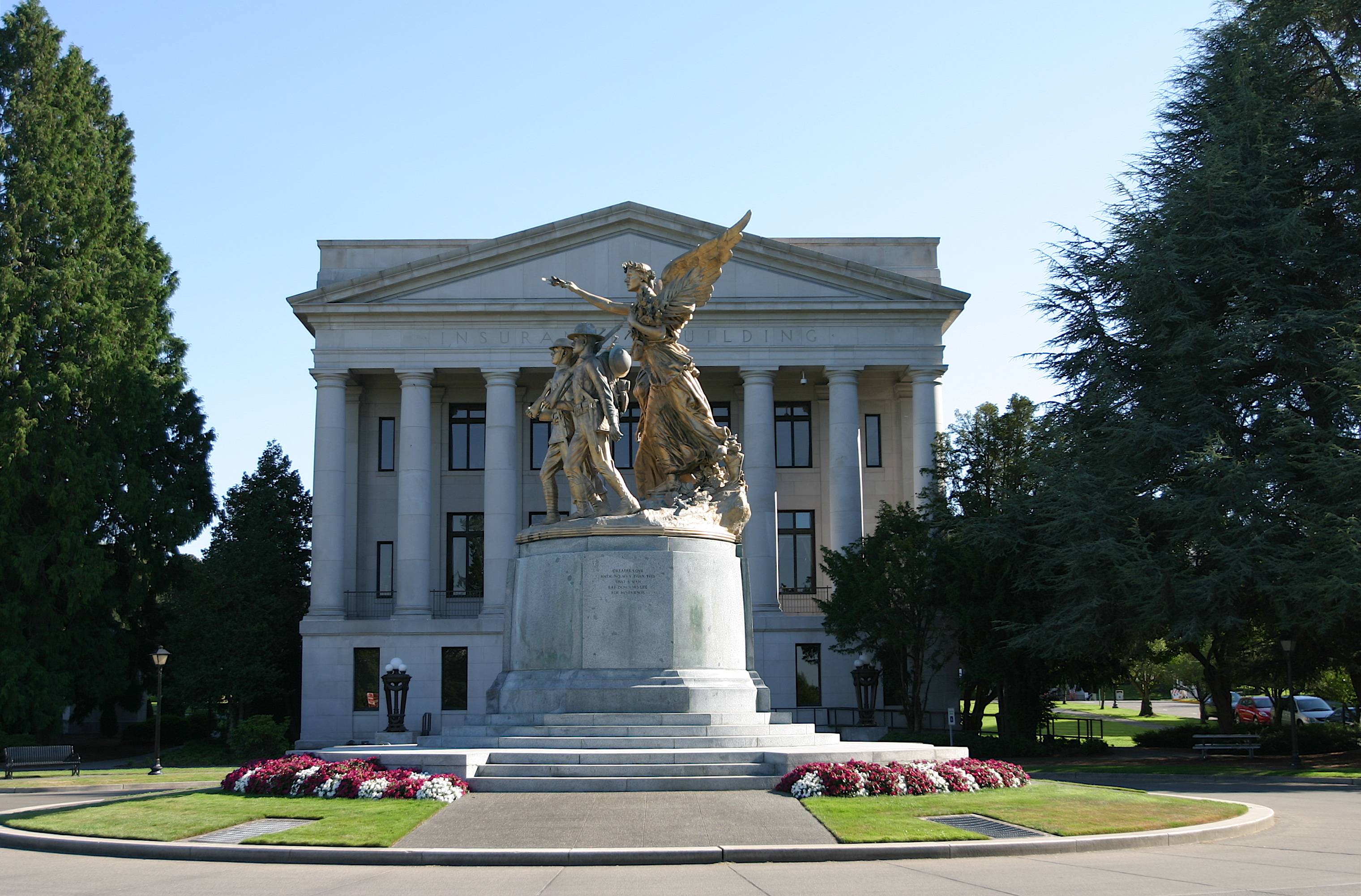
翼の生えた戦勝記念像。背後は保険庁舎。

議事堂の敷地内には、18の記念物および芸術作品が置かれている。
その中でも最も代表的なものの1つが、第一次世界大戦の勝利を記念して1919年に構想された、ギリシア神話の勝利の女神ニーケー像および兵士像から成る、「翼の生えた戦勝記念像」である。この記念像は、当時シアトルに住んでいた彫刻家アロンゾ・ビクター・ルイスの手によるもので、像は青銅製、台座は御影石造である。台座には東西南北の四面それぞれに、以下の碑文が刻まれている。
- 東: ワシントン州章および To the memory of the citizens of the State of Washington who lost their lives in the service of the United States during the World War 1917–1918 （1917-18年の世界大戦において、アメリカ合衆国のために戦い、その命を落としたワシントン州民を記念して）
- 西: Their sacrifice was to vindicate the principles of peace and justice in the life of the world （彼らの犠牲によって、世界の平和と正義の原則の正しさが証明された）
- 南: They fought to safeguard and transmit to posterity the principles of justice, freedom, and democracy （彼らは正義、自由、および民主主義の原則を守り、子孫に伝えるために戦った）
- 北: Greater love hath no man than this, that a man lay down his life for his friend （人がその友のために自分の命を捨てること、これよりも大きな愛はない[13]）

州会議事堂の北東、保険庁舎のすぐ北に立つこの記念像は1938年5月30日に除幕され、それ以来、幾度かにわたって修復されている。
この「翼の生えた戦勝記念像」から東、敷地の中央近くには「チボリの噴水」がある。直径15.2mのこの噴水は、コペンハーゲンのチボリ公園にある噴水のレプリカとして造られ、1953年に完成したものである。このほか、敷地内には第二次世界大戦、朝鮮戦争、およびベトナム戦争の記念物や、デュペン噴水、「空から海へ」、「踊る女性」像、「題名のないステンレス鋼」、ウォーター・ガーデンなどが置かれている。また、キャピトル湖畔の遊歩道には、ワシントン州の39郡を刻んだ石碑を弧状に並べて、遊歩道から湖に半円形の踊り場のように突き出させた、アーク・オブ・ステートフッドがある。

### 自然災害

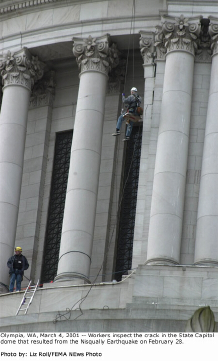
ニスカリー地震で州会議事堂の外壁に入った亀裂を検査する作業員（2001年3月）

ワシントン州会議事堂は建設されて以来、3度地震による被害を受けている。1949年の地震では、議事堂のドームのキューポラがひどく損壊し、完全に建て替えられた。1965年のピュージェット湾地震（マグニチュード6.5）による被害はよりひどく、ドームのレンガ造の控え壁が損傷し、大きな余震が来たら全壊しかねないほどの状態になった。州はこれらいずれの地震のあとにも、また1975年にも耐震補強工事を行った。2001年のニスカリー地震では、控え壁が砕けるなどの被害を受けたが、耐震補強工事を施されていたおかげで、それ以上にひどい被害にはならずに済んだ。
ウィルダーおよびホワイトによる当初の設計では、重さ26,000tのドームはその重力のみによって支えられる形式で、ボルト等の留め具で固定されていなかった。この構造では、地震が起きた際、ドームがサンドストーン造の支柱諸共動いてしまう危険があり、事実、ニスカリー地震の際には7.6cm動いた。そのため、2004年に改修が行われ、ドームが恒久的に固定された。

## 保安
州会議事堂の敷地はオリンピア市やサーストン郡の司法管轄外であるため、オリンピア市警やサーストン郡保安官は敷地内で起きた犯罪の捜査権限を持たない。そのため、州会議事堂の敷地、旧州会議事堂、および旧州会議事堂に隣接するシルベスター公園については、ワシントン州警がその保安に責任を持ち、捜査権限を有している。また、州議会上下両院はそれぞれ、独自に保安スタッフを有している。
2001年9月11日の同時多発テロ事件の後、しばらくは議事堂庁舎の入口に、磁気センサおよびX線検査装置から成るセキュリティチェックポイントが設けられていたが、時間が経つにつれて行われなくなった。ワシントン州会議事堂は、テキサス州会議事堂およびケンタッキー州会議事堂と共に、全米でも数少ない、銃器の持ち込みに制限の無い議事堂の1つとなっている。